# Под прикритие
„Под прикритие“ (на английски: Undercover) е български криминален драматичен сериал на БНТ, чиито снимки започват през март 2011 година. През 2019 година правата за излъчване са продадени на „Нова ТВ“.

## Сюжет
Внимание:  Текстът по-долу разкрива сюжета на произведението (или части от него)!

### Сезон I
Едно обикновено момче от краен софийски квартал (Люлин) става първият полицай под прикритие в България. Принуждаван като малък от баща си да краде и да мами, Мартин се превръща в перфектния лъжец. Това негово умение, както и ненавистта му към подземния свят, го правят най-подходящият човек за опасна мисия – да бъде внедрен в престъпната организация на големия и влиятелен бизнесмен Петър Туджаров – Джаро. Докато навлиза в тайните на групировката и живее в непрекъснат страх да не бъде разкрит, Мартин се влюбва в най-неподходящата жена – приятелката на Джаро Съни. Точно когато печели доверието на мафиотите, се оказва, че истинските врагове са в полицията. Мартин остава сам срещу всички, изправен пред трудни решения. В края на първи сезон Джаро пребива Попов в депото за трамваи след което това запалва трамвая. Появява се Мартин, а зад него стои Александър Миронов, който се е върнал от Русия, за да отмъсти на Джаро.

### Сезон II
След побоя над Емил Попов, Петър Туджаров – Джаро разбира, че комисарят е оцелял. За да спаси живота и бизнеса си, мафиотският бос трябва да търси нови решения. Агентът под прикритие Мартин е поставен пред избор на чия страна да продължи. Нов силен играч ще му отправи неочаквано предложение. Скандален взрив е последван от брутално политическо убийство, което ще обърка плановете на всички. Джаро и Попов са отвлечени от Миронов, но после Мартин убива Миронов при опит да убие Джаро и Попов. В съда Силвия Велева – Съни е убита по поръчката на Джаро заради опит да запише негова среща с подслушвателно устройство. В края на втори сезон Джаро е осъден за 37 години затвор за организиране на престъпна група, наркотици и фалшиви пари с Косъма и Близнаците. Мартин е арестуван за убийството на Миронов.

### Сезон III
След смъртта на Съни и арестуването на Джаро и сериозното разклащане на позициите му, Мартин остава в подземния свят като ченге под прикритие. Този път враговете му са повече и по-силни. За да предотврати оправдаването на Петър Туджаров, трябва да остане лоялен като негова дясна ръка, но междувременно влиза в съюз с Куката, за да се бори срещу Иво. В действията срещу подземния свят се присъединява и журналистката Елица Владева. Но Джаро убива журналистката, приятелката на Зорница, адвокатката и Малкия близнак. Мартин вече знае, че само със законни средства битката е обречена. Иво Андонов принуждава Косъма да свидетелства срещу Джаро за трафик на момичета в чужбина. Вместо това в съда, той свидетелства срещу Иво. Малко по-късно Косъма е убит от Крум по поръчка на Иво Андонов. Със съдействието на инспектор Григоров, който е работи за Андонов, Мартин е разкрит като полицай под прикритие и животът му е силно застрашен. Хората на Иво Андонов го хващат и заедно с Куката и Близнака, решават, че трябва да го заведат при Джаро, за да "поправи грешката си". Вместо да накаже "предателя" Джаро се спречква с Иво и го прострелва. Куката освобождава Мартин, и той започва да преследва Джаро. Намесват се и ГДБОП. В гората Попов чува изстрел, идващ от Джаро. В същия момент в София пристига  Ния Туджарова - дъщерята на Джаро. 

### Сезон IV
Времената стават все по-тежки. Мартин вече е част от екипа на ГДБОП и трябва да свиква с новия си начин на живот. Джаро се съюзява с могъщ турски мафиот на име Фарук. Куката се завръща в България и този път няма какво да губи. Той е жаден за отмъщение, заради смъртта на семейството му, но за да се добере до виновниците, сключва сделка с Мартин. Дъщерята на Джаро, Ния, се появява, без никой да знае нищо за нея. След поредица успешни акции на ГДБОП срещу турската мафия, Фарук решава да организира покушение срещу Попов. Възлага тази задача на Джаро. При опит за убийството на Попов загива дъщеря му Зорница. В деня на нейното погребение се появява Джаро, който иска прошка от Попов и му предлага да се предаде, като съдейства за залавянето на Фарук. Съкрушен от смъртта на дъщеря си, Попов убива Джаро. Фарук организира среща с Иво Андонов с намерение да го убие, но вместо него се появява Куката, готов да отмъсти за семейството си. Впоследствие разбира, че поръчителят на смъртта им е синът на Фарук – Бардем. Куката го убива, след което е арестуван. Фарук се измъква и все пак решава да започне бизнес с Иво Андонов. Попов е съден за убийството на Джаро. Той признава на Мартин, че е внедрил човек в организацията на Фарук – Ерол Метин – новият полицай под прикритие и му поверява задачата да продължат борбата срещу организираната престъпност.

### Сезон V
След смъртта на Джаро в подземния наркосвят настъпва хаос. Попов е в затвора. Иво Андонов се опитва да сложи ръка на пазара, но за целта той трябва да разчита на опитни хора в този бизнес. Вади от затвора своя най-добър приятел Куката и двамата заедно се опитват да продължат наркоканала си за Европа и България. Фарук е убит при атентат като взривят джипа му, но Ерол Метин, който е с него, успява да се спаси и да се върне в България, за да изпълни целта на мисията си – „ИВО АНДОНОВ“. Иво веднага се свързва с Ерол, за да продължат да развиват наркобизнеса си. В същото време Мартин става шеф на ГДБОП и отговаря пряко за Ерол, като двамата извършват тайни срещи. Ния Туджарова получава от покойния си баща завещание, в което той ѝ оставя целия си бизнес. Оказва се, че Джаро е търгувал не само с турците, но и с много голям италиански канал от Бразилия. Иво Андонов разбира за това и решава да се представи за Джаро, но на срещата с италианските мафиоти се появява и Ния Туджарова. Междувременно Попов – все така отчаян и нестабилен психически, отказва да съдейства на Мартин в борбата срещу Иво Андонов. Той вижда отстрани, че Мартин досущ прилича на него, когато е гонил Джаро и се опитва да го предпази от същите грешки. Отношенията между Мартин и Ерол започват да се изострят. Той смята, че полицаят под прикритие окончателно е преминал на страната на мафията. Ерол изпраща „доказателство“ на Мартин, че е причинил смъртта на колегата си Киров. В отговор на това Мартин решава да прекрати неговата мисия и изпраща досието му на Иво Андонов. Ерол успява да предотврати достигането на досието до Андонов.  Мартин е уволнен поради „емоционална лабилност“. Впоследствие разбира, че шефът му Бенишев работи за Иво Андонов. Осъзнал, че „цялата държава е на мафията“, Мартин решава, че няма друг начин освен да убие Иво. Опитва се да взриви в самолета му, но на летището пристига Ерол и двамата влизат в схватка. В крайна сметка Ерол убива Мартин, за да спаси живота на Ния, която е в самолета с Андонов. След смъртта на Мартин, Попов осъзнава, че „вече няма какво да губи“ и решава да поеме отново управлението на ГДБОП. Решен е на всяка цена да арестува Иво и групировката му и организира изключително мащабна акция. Иво разбира, че примката около него се стяга и решава да бяга в Швейцария заедно с Ерол. На границата обаче са пресрещнати от полиция. Започват дълго преследване, което свършва в една оранжерия. Междувременно, Големия Близнак, по молба на Ерол, помага на Ния да избяга в чужбина, но тя решава да остане в България и да свидетелства. Куката, преследван от полицията, зарязва джипа си в едно село и се озовава в бежански лагер, откъдето е натоварен на камион заедно с останалите бежанци. В последния за сезона и за сериала епизод Ерол разкрива на Иво, че е полицай. Иво прави опит да го убие и го прострелва два пъти. За да спаси живота на Ерол, полицейските снайперисти убиват Иво Андонов по поръчката на Попов. Сериалът свършва с думите на Попов: „Ерол Метин, агент под прикритие – мисията ти е изпълнена успешно!“.

## Актьорски състав

### Основен
| Ивайло Захариев     | Мартин Христов           | Основен     | Основен     | Основен | Основен     | Основен     | н/д     |     |     |     |
| Ирена Милянкова     | Силвия Велева – Съни     | Основен     | Основен     | н/д     | н/д         | н/д         | н/д     |     |     |     |
| Захари Бахаров      | Иво Андонов              | Основен     | Основен     | Основен | Основен     | Основен     | н/д     |     |     |     |
| Владимир Пенев      | Емил Попов               | Основен     | Основен     | Основен | Основен     | Основен     | Основен |     |     |     |
| Михаил Билалов      | Петър Туджаров – Джаро   | Основен     | Основен     | Основен | Основен     | Дубльор     | Основен |     |     |     |
| Александър Сано     | Здравко Киселов – Косъма | Основен     | Основен     | Основен | н/д         | н/д         | н/д     |     |     |     |
| Деян Донков         | Васил Николов            | Основен     | Основен     | н/д     | н/д         | н/д         | н/д     |     |     |     |
| Кирил Ефремов       | Тихомир Гърдев           | Основен     | Основен     | Основен | Основен     | Основен     | Основен |     |     |     |
| Венцислав Янков     | Николай Рашев            | Основен     | Основен     | Основен | н/д         | н/д         | н/д     |     |     |     |
| Ивайло Христов      | Кирил Христов            | Повтарящ се | Гост        | н/д     | н/д         | н/д         | н/д     |     |     |     |
| Мариан Вълев        | Росен Гацов – Куката     | Основен     | Основен     | Основен | Основен     | Основен     | Основен |     |     |     |
| Христо Мутафчиев    | Александър Миронов       | Повтарящ се | Основен     | Гост    | н/д         | н/д         | н/д     |     |     |     |
| Цветана Манева      | Цвета Андонова           | Повтарящ се | Основен     | Основен | н/д         | н/д         | н/д     |     |     |     |
| Георги Стайков      | Антон Дамянов            | н/д         | Основен     | н/д     | н/д         | н/д         | н/д     |     |     |     |
| Петър Попйорданов   | Момчил Нешев             | н/д         | Основен     | Основен | н/д         | н/д         | н/д     |     |     |     |
| Бойко Кръстанов     | Ерол Метин               | н/д         | н/д         | н/д     | Повтарящ се | Основен     | Основен |     |     |     |
| Христо Петков       | Рони (Боби)              | Повтарящ се | н/д         | н/д     | н/д         | Основен     | н/д     |     |     |     |
| Йоанна Темелкова    | Ния Туджарова            | н/д         | н/д         | Дубльор | Основен     | Основен     | Основен |     |     |     |
| Миленита            | Адриана                  | Основен     | Основен     | Основен | Основен     | н/д         | н/д     | н/д | н/д | н/д |
| Койна Русева        | Бояна Василева           | Основен     | Основен     | Основен | н/д         | н/д         | н/д     |     |     |     |
| Теодора Духовникова | Елица Владева            | н/д         | Повтарящ се | Основен | н/д         | н/д         | н/д     |     |     |     |
| Станислав Яневски   | Ангел Якимов - Гелето    | Повтарящ се | Повтарящ се | н/д     | н/д         | н/д         | н/д     |     |     |     |
| Мартин Смочевски    | Рафаел                   | н/д         | Гост        | н/д     | Основен     | Повтарящ се | н/д     |     |     |     |
| Мехмед Юлай         | Фарук Айкан              | н/д         | н/д         | н/д     | Основен     | Гост        | н/д     |     |     |     |

- Ивайло Захариев – Мартин Христов, бивш обирджия. Подготвен във Франция, първият български полицай под прикритие. Внедрен в групировката на Джаро, издига се до дясна ръка на Джаро. По-късно е разкрит и става на щат в ГДБОП. Временен заместник на Попов. Убит е в летище Лесново от Ерол, при опит да убие Иво Андонов и Ния Туджарова с бомба в самолета. (сезони 1 – 5)
- Ирена Милянкова – Силвия Велева – Съни, годеница на Джаро, любима на Мартин. Добро момиче, тайно мрази Джаро и повече от всичко иска някой ден да бъде пак свободна. Разбира, че Мартин е полицай и му съдейства. Убита по поръчката на Джаро, след като се опитва да запише негова среща с подслушвателно устройство в съда (сезони 1 – 2).
- Захари Бахаров – Иво Андонов, дясна ръка на Джаро. Впоследствие се скарва с Джаро и основава собствена престъпна групировка. Занимава се с наркотрафик, нелегален алкохол, убийства, рекет, проституция и трафик на жени. Легалният му бизнес е транспортна фирма и търговия с горива. Безскрупулен и жесток, но много лоялен. Има бар в центъра на София и друг на Св. Влас. Син на Цвета Андонова. Най-добър приятел на Куката, влюбен в Съни. Именно нежеланието на Иво да я убие е причината за раздора между него и Джаро. Убит по заповед на Попов. (сезони 1 – 5)
- Владимир Пенев – Емил Попов, комисар (в началото главен инспектор) от ГДБОП. Съпруг на Маргото, баща на Зорница. Той обучава Мартин и го внедрява в групировката на Туджаров. Бивш колега на Джаро и Миронов в Криминална полиция. Принципен, неподкупен и честен, отдаден на работата си. Мисията на живота му е да вкара Джаро в затвора. Впоследствие, изгубил вяра в системата, лично го застрелва. Остава жив. (сезони 1 – 6)
- Михаил Билалов – Петър Туджаров – Джаро, бивш полицай и колега на Попов и Миронов от Криминална полиция. След акция през 1995 краде огромна сума пари от мутри-търговци на горива и минава „от другата страна“. Много влиятелен бизнесмен и бос на мощна престъпна групировка. Кандидат за депутат, но в последния момент е изключен от листата на партията. Собственик на вестник „Нов свят“. Свръхинтелигентен, единственият жив мафиот над 50. Занимава се с наркотрафик, нелегални цигари, проституция, строителство. Баща на Ния. Има връзка със Съни и с Бояна. Владее турски език. Любимото му музикално произведение е Травиата. Колекционер на антични предмети. Убит на гробищата от Попов като за "отмъщение" за дъщеря си. (сезони 1 – 4, 6)
- Александър Сано – Здравко Киселов – Косъма, член на групировката на Джаро. Запознава се с Мартин в затвора и гарантира за него пред Иво в началото. Отговаря за проституцията. Зевзек, често се шегува и разказва вицове. След раздялата на Джаро и Иво, минава на страната на Иво. Кръстник на сина на Куката. Влюбен в Адриана. Убит от Крум по поръчката на Андонов, след като свидетелства срещу него в съда. (сезони 1 – 3).
- Кирил Ефремов – Тихомир Гърдев – Големия близнак, член на групировката на Джаро. Много верен на Джаро до момента, в който той не поръчва убийството му. Близнака оцелява и се присъединява към Куката в схемата за източване на кредитни карти. Впоследствие част от групировката на Иво Андонов. Два пъти спасява живота на Иво. Той, от своя страна, го мрази, но не го убива, защото Куката се застъпва за него. Най-добър приятел на Малкия близнак. Остава жив (сезони 1 – 6)
- Венцислав Янков – Николай Рашев – Малкия близнак, член на групировката на Джаро. Бияч и убиец. Най-добър приятел на Големия близнак. Убит по поръчката на Джаро след като праща Мартин да даде пратка,а Близнаците да убият непознат куриер в изоставена сграда. (сезони 1 – 3).
- Деян Донков – Васил Николов, колега и близък приятел на Попов, инспектор от ГДБОП. 10 години е дясна ръка на Попов. Внедрен от американските тайни служби в групировката на Джаро като корумпирано ченге. Убит от Тодоров по време на акция при самозащита  (сезони 1 – 2)
- Ивайло Христов – Кирил Христов – Киро Легендата, баща на Мартин, закоравял обирджия. Използва Мартин за кражбите си още от 90-те. Умира от инфаркт в ареста след като е заловен от полицията за участие в обир, на който той е заедно с Мартин (сезони 1 – 2).
- Мариан Вълев – Росен Гацов – Куката, бивш полицай, отговаря за производството на наркотици в групировката на Джаро. По-късно шеф на схема за източване на кредитни карти. Съдружник на Иво Андонов. Най-добър приятел на Иво. Лоялен е, обича приятелите си и им помага. Женен за Невена, от която има син Лъчо. Турците избиват семейството му, в резултат на което Куката повежда кървава война срещу тях. Има тайна връзка с полицайката Яна Танева. Танцува много добре. Остава жив (сезони 1 – 6)
- Христо Мутафчиев – Александър Миронов, бивш корумпиран колега и близък приятел на Попов и Туджаров от Криминална полиция, бос на престъпна групировка, бизнесмен и съдружник на Генерал Пенев. Убива колегата си Стелянов по време на акция през 1995, за да могат с Джаро да откраднат парите на мутрите. Впоследствие Джаро го прострелва и изчезва с парите, а Миронов бяга в Русия. Връща се след 17 години със сложен план да разори и унищожи Джаро. Емблема са му оригами лебеди. Убит от Мартин при опит да убие Попов и Джаро. В сезон 3 се поява в съня на Джаро заедно с Елица Владева. (сезони 1 – 3)
- Цветана Манева – Цвета Андонова, майка на Иво Андонов. Бивша медицинска сестра, работила в Либия. Дълго време не знае с какво се занимава Иво, който я лъже, че има сервиз. Убита от Близнаците по поръчката на Джаро като за отмъщение на Андонов, че не е изпълнил поръчката да убие Съни. (сезони 1 – 3)
- Георги Стайков – Антон Дамянов, съдружник на Джаро, собственик на пътностроителна фирма. Тайно работи за Миронов и по негова поръчка да мами Джаро с милиони. Джаро разбира и прави опит да го убие. Дамянов оцелява и е арестуван от Попов. Бивш съученик на Маргото и по време на една от срещите им я изнасилва. (сезон 2)
- Петър Попйорданов – Момчил Нешев, колега и дясна ръка на Попов, инспектор от СДВР и впоследствие главен инспектор в ГДБОП след смъртта на Николов. Един от малцината, които узнават за самоличността и мисията на Мартин. Принципен, неподкупен и лоялен към Попов. Убит от Крум по време на акция преди да арестуват Куката. (сезони 2 – 3)
- Бойко Кръстанов – Eрол Метин, полицай под прикритие, внедрен от Попов в групировката на Фарук и действащ като негова дясна ръка. След убийството на Фарук е внедрен от Мартин в групировката на Иво Андонов. Има връзка с Ния. Остава жив (сезони 4 – 6)
- Христо Петков – Рони (Боби) – бивш рейнджър от Френския легион в Афганистан, обирджия, в първи сезон помага на групата на Джаро да ограби обществен трезор. В сезон 5 влиза в групировката на Иво след убийството на Рафаел. Става шеф на охраната в завода за дрехи. Убит от Андонов след неуспешен опит да пази Ния. (сезони 1 и 5).
- Йоанна Темелкова – Ния Туджарова - дъщеря на Джаро, бивше гадже на Иво Андонов. Бивша наркоманка. Наследява целия бизнес на Джаро след смъртта му. Изнудва Иво със запис, на който той измъчва човек и му става бизнес партньор. Има връзка с Ерол. Остава жива. (сезони 3 – 6)

### Повтарящ се
- Миленита – Адриана, барманка в заведението на Джаро, любовница на Иво и любима на Косъма. Вокалист на група „Воден пистолет“ (сезони 1 – 4).
- Искра Радева – Йоанна Велева, майката на Съни (сезони 1 – 2).
- Мария Иванова – Ия – Вили, танцьока в школата на Съни, после в група „Воден пистолет“. (сезони 1 – 2)
- Георги Борисов – Чавдар, наркодилър, работещ за Джаро. Част от заговора за убийство и преразпределение на териториите на Венци Вената. Убит по поръчката на Димо Вената като за отмъщение за убийството на Венци Вената. (сезон 1)
- Йордан Данчев - Димо Вената, брат на Венци Вената. Убит е по поръчката на Джаро като взривяват автомобила. (сезон 1)
- Станислав Яневски – Ангел Якимов – Гелето, лична охрана и шофьор на Джаро. Започва да продава наркотици зад гърба на Джаро. Убит от Близнаците по поръчката на Джаро. (сезони 1 – 2)
- Пламен Манасиев – Михаил Зарев, колега на Попов, инспектор от ГДБОП. За кратко шеф на отдела. Близък на Попов. Остава жив (сезони 1 – 6)
- Йосиф Шамли – Атанас Киров, колега на Попов, инспектор от ГДБОП. Убит от Рони по поръчката на Андонов време на акция във неговия завод за дрехи. (сезони 1 – 5)
- Любен Кънев – Тодор Тодоров, колега на Попов, инспектор от ГДБОП. Влиза в отдела с връзките на баща си-генерал, но впоследствие се доказва като добър и смел полицай. Приятел на Мартин. Остава жив. (сезони 1 – 6)
- Иво Йончев – Иво Манолов, колега на Попов, инспектор от ГДБОП. По погрешка застрелян от Мартин по време на акция.(сезони 1 – 4)
- Роберт Янакиев – Кръстан Григоров, колега на Попов, корумпиран инспектор от ГДБОП. Работи за Иво Андонов. Той носи на Иво досието на Мартин като полицай под прикритие. Арестуван от Мартин и Тодоров. (сезони 1 – 4)
- Снежана Макавеева – Зорница Попова, дъщеря на Емил Попов и Маргото. Ученичка, впоследствие студентка в Лондон. Танцува в школата на Съни, след това в група „Воден пистолет“. Влюбена в Мартин. Убита от турската мафия на Фарук по поръчката на Джаро при опит за атентат срещу Попов. (сезони 1 – 4)
- Лилия Маравиля – Маргарита Попова - Маргото. Съпруга на Емил Попов, по-късно се развеждат. Управител на фондация. Майка на Зорница. (сезон 1 – 4)
- Койна Русева – Бояна Василева, адвокат на Джаро. В миналото са имали връзка. Движи му всички сделки, знае целият му бизнес. Убита по поръчката на Джаро, след като се оттегля от делото му. (сезони 1 – 3).
- Красимир Доков – Славов, шеф на ГДБОП. След пенсионирането му, Попов заема длъжността му. (сезони 1 – 3).
- Димитър Петков - Енчев, главен секретар на МВР. (сезони 1 – 2)
- Любен Чаталов – Богдан Гитев. Прокурор. Съюзник на Попов срещу Джаро. Той чете обвинението на делото, на което Джаро, Косъма и Близнаците получават ефективни присъди. (сезони 1 – 3).
- Михаил Милчев – Богдан Бенишев, служител на ДАНС, временен заместник на Попов в трети сезон, служител на 7 РПУ. Къртица на Андонов и Сандов в сезон 5. Осъден и вкаран в затвора. (сезони 1, 3 – 5)
- Йоана Буковска – Ана Неделчева, депутат, изнудвана със секс запис от Джаро. Впоследствие става евродепутат. Тя е човекът, който разкрива, че Джаро и Антон Дамянов строят пътища с некачествен материал. (сезони 1- 2)
- Иво Тончев - Стефан Жуглев, новият адвокат на Джаро след убийството на Бояна. (сезони 3 – 4)
- Павел Чернев – Мето Щангиста, престъпен бос, съдружник на Джаро и после на Андонов. Убит по поръчката на Джаро. (сезони 1 – 3).
- Любомир Палаханов – Боксьора, престъпен бос, съдружник на Андонов. Убит със токов удар във банята по поръчката на Джаро. (сезон 3).
- Стоян Цветков – Венци Вената, престъпен бос с огромен дял в наркобизнеса и брат на Димо Вената. Убит от хората на Чавдар по поръчката на Джаро с цел преразпределение на териториите на наркопазара. (сезон 1).
- Борислав Захариев – Чолев, бодигард на Съни. Убит на пътя за Боровец от Малкия близнак по поръчката на Джаро, понеже допуска на Съни да избяга. (сезон 1).
- Валентин Гяйсбейли – Страхил, нискостоящ член в групировката на Джаро, помощник и приятел на Косъма. Убит от Куката по поръчката на Джаро, защото двамата с Иво мислят, че Страхил и Косъма са сключили сделка с полицията. Впоследствие се оказва невинен. (сезон 1).
- Петър Калчев - Добромир Ангелов, дознател на ГДБОП (сезони 1 и 3)
- Антонио Паторозлиев - Станимир Кехайов, дипломат. Работи за Джаро, помага му да си пере парите зад граница. Арестуван от Бенишев. (сезон 1)
- Стефан Щерев – Чечо – Мазния, престъпен бос, съдружник на Джаро и по-късно на Иво. Тайно прави бизнес с турската мафия зад гърба на Иво. Убит от Андонов. (сезони 2 – 3).
- Нели Атанасова – Невена, съпруга на Куката и майка на единственото му дете, Лъчо. Не одобрява престъпният начин на живот на Куката. Убита в Барселона заедно с Лъчо от Ак Хасан по поръчката на Бардем Айкан (Месут) като отмъщение срещу Куката за убийството на Демир. (сезони 1 – 4)
- Дария Симеонова – Ася Пантева, проститутка. Най-добра приятелка на Зорница. Работи за Косъма. Танцьорка в група „Воден пистолет“. Убита от Джаро който я поръчва като клиент. (сезони 2 – 3)
- Теодора Духовникова – Елица Владева, журналист, главен редактор на вестника на Джаро – „Нов свят“. Отговаря за предизборната кампания на Джаро. Тайно го мрази и дава на Мартин документи, свързващи Джаро с офшорна фирма. Изнасилена и убита от Джаро, защото става свидетел на убийството на Ася. (сезони 2 – 3)
- Стефан Илиев – Генерал Пенев, бивш кадър на Държавна сигурност. Човекът, който навремето помага на Джаро да започне бизнеса си. 17 години по-късно помага и на Иво, когато се отцепва от Джаро, срещу процент. Стар приятел на Цвета-майката на Иво. В един момент Иво решава, че е достатъчно силен и няма нужда от генерала. Убит по поръчката на Андонов след той разбра че помагал на Джаро. (сезони 2 – 3).
- Валентин Бурски – Полицай Георгиев, корумпиран полицай, работи за Джаро. Опитва се да убие Иво по поръчката на Туджаров, но опитът му се проваля. Убит от Андонов.  (сезон 2)
- Николай Ишков – Силвио Байчев, футболен бос (сезони 2 – 3). Дължи пари на Джаро, който му краде новия Мерцедес като глоба за закъснението. Участва в схема със залози заедно с Иво.
- Владимир Вишански – Крум, дясна ръка на Иво Андонов. Жесток и безмилостен убиец. Убит от Куката като за отмъщение за убийството на Косъма. (сезон 3)
- Мартин Радилов – „Калкулатора“, работи в НАП, счетоводител на Иво Андонов. Убит от Крум по поръчката на Андонов при опит да избяга в Кейптаун с парите на Иво. (сезон 3).
- Герасим Гергов  – Гущера, престъпник, наркодилър, съюзник на Джаро, враг на Иво Андонов. Създател и пласьор на „магическото хапче“. Иска целия бизнес на Иво, дори го отвлича, но не постига нищо. Умира от инфаркт в ареста след като заловен от полицията. (сезон 3 – 4)
- Станислав Пищалов – Георги Чилингиров, политик. По настояване на генерал Пенев включва Джаро в партията си, след убийството на генерала се оттегля от кандидатурата му. (сезони 1 и 3)
- Боян Анев – Рендето, част от групировката на Андонов, временно отговарящ за „ресора“ на Косъма. По време на секс удушава една от три непълнолетни молдовки, които трябва да заминат за Холандия да работят като проститутки. След това убива и другите две, защото са свидетелки. Убит от Косъма. (сезон 3).
- Мехмет Юлай – Фарук Айкан, глава на турската мафия, баща на Демир и Бардем, стар съдружник и бизнес партньор на Джаро. Ръководи канал за трафик на хероин от Турция към Западна Европа. Убит от Банда Терористи по поръчката на Джаро, след като взривяват джипа му преди да убият Ерол. (сезони 4 – 5)
- Явор Бахаров – Бардем Айкан, турски мафиот, по-малкият син на Фарук и брат на Демир, шеф на бизнеса на Фарук в България, мистериозния турски мафиот с псевдоним „Месут“, който наредил на Ак Хасан да убие съпругата и синът на Куката в Барселона като отмъщение за ролята на Куката в убийството на Демир. Убит от Куката по поръчката на Андонов като за отмъщение за убийството на семейството си. (сезон 4).
- Рахин Ферад – Бирхан, мафиот от групировката на Фарук, дясна ръка на Бардем и пряк отговорник за транзита на херион през България за. Убит от Куката по поръчката на Мартин. (сезон 4)
- Благовест Благоев – Али, мафиот от групировката на Фарук, дясна ръка на Бардем и пряк отговорник за транспорта на наркотици от Турция през България за Западна Европа след убийството на Бирхан. Убит от Куката по поръчката на Фарук, за да не проговори в полицията (сезон 4).
- Михаил Мутафов – Юсуф Хасан известен като Ак Хасан, турски мафиот и наемен убиец от екипа на Бирхан, физически изпълнител на заповедта на Бардем за екзекуция на семейството на Куката. Убит от Куката с меча на Джаро, като за отмъщение за убийството на семейството си. (сезон 4)
- Валери Иванов - Жокера - Спас, химик, създател на "магическото" хапче. Убит от Ак Хасан по поръчката на Фарук. (сезон 4)
- Бойка Велкова – Доротея Терзийска, прокурор и по-късно съдия във ВСС, гадже на Попов. Впоследствие се разбира, че Иво я е вкарал във ВСС, за да може чрез нея да върне Попов в затвора чрез фалшиви доказателства за престъпления. Остава до Попов и напуска съдебната система. (сезони 4 – 5).
- Добри Добрев – Анатоли Манев – Красавеца, шофьор, охрана и дясна ръка на Джаро. Убит от Мартин при престрелка . (сезон 4).
- Мартин Смочевски – Рафаел, мафиот, приятел на Гелето (убит в сезон 2) и бивш член на групировката на Мето Щангиста(убит в сезон 3).Дясна ръка и момче за мокри поръчки на Иво Андонов. Убит от Андонов след неуспешен опит да убие Ерол. (сезон 2, 4 – 5)
- Любомира Башева – Мона, тийнейджърка проститутка. Куката я закриля и ѝ помага да се откаже от професията, като ѝ оставя сак с пари. (сезон 4).
- Емил Каменов – охрана на Иво Андонов. Арестуван и вкаран в затвора по заповед на Попов (сезон 5).
- Димитър Баненкин – Александър Сандов, влиятелен бизнесмен с връзки в медиите, полицията и правителството, производител на лекарства (по-късно и на наркотици) и президент на „САНДОФАРМА“, собственик на модна линия дрехи и съдружник/бизнес партньор на Андонов. Арестуван и вкаран в затвора. (сезон 5).
- Силвия Петкова – Яна Танева, криминален психолог от ГДБОП, има кратка връзка с Мартин, а по-късно с Куката. Решава да напусне полицията, след като Бенишев я кара да доносничи срещу колегите си (сезон 5).
- Матиа Сбраджа – Глава на италианската мафия, таен бизнес партньор на Джаро, когото никога не е виждал лично. В сезон 5, Иво се представя за Джаро и започва бизнес с него (сезон 5).
- Георги Новаков – Прокурор Васев (сезон 4 и 5). Корумпиран прокурор, вкарва Доротея Терзийска във ВСС по поръчката на Иво Андонов.
- Валери Сегменски – Борис Желев - депутат, консултант на Джаро по различни проекти. Грижи се фирмите на Джаро да печелят различни обществени поръчки. Убит по поръчката на Миронов като част от плана му да съсипе Джаро (сезон 1-2).
- Искрен Славков - Людмил Желев, син на Борис Желев и Яница Желева (сезон 2).
- Георги Иванов – Каспарянов, доверен човек на Миронов (сезон 2).
- Дарин Ангелов – Владимир Димитриев - Вафлата, собственик на фабрика за вафли, съдружник на Иво Андонов. В негови контейнери с какао Иво транспортира наркотици. Арестуван и вкаран в затвора. (сезон 5).
- Диана Якубовска – Приятелка на Иво (Актриса), (сезон 5).
- Малин Кръстев – Директор на психиатрията, в която Иво складира наркотиците си. Познат на Сандов. (сезон 5)
- Антон Порязов – Стоев, инспектор от ГДБОП. Влиза в отдела след убийството на Киров. (сезони 5 – 6)
- Иван Радев – Лъчо, син на Куката и Невена. Убит заедно с майка си от Ак Хасан по поръчката на Бардем Айкан (Месут). (сезони 1 – 4)
- Иван Матев – Константин Стелянов - Стенли - колега на Попов, Миронов и Туджаров от Криминална полиция. Убит от Миронов по време на акция през 1995 година, защото става свидетел как двамата с Джаро избиват мутри- търговци на горива, за да им откраднат парите. (сезони 1 и 2).
- Николай Илчев – Даниел Тонев, шеф на вестник „Нов свят“, придобит от Джаро. Пребит по-късно от хората му заради уличаваща публикация срещу Джаро и изхвърлен от вестника (сезон 2).
- Евгени Будинов – Явор, охранител на „Сириус 8“, помага на Андонов и Куката да оберат инкасото в сезон 2; в сезон 3 помага на Андонов да открадне Панагюрското съкровище, което по-късно е върнато в музея от ГДБОП. Убит от Андонов след връщането на Панагюрско съкровище от ГДБОП. (сезони 2 – 3).
- Милен Вангелов – Демир, брат на Бардем и син на Фарук. Убит от Андонов. (сезон 3)
- Хари Аничкин - Съдия по делото на Джаро. (сезон 2)
- Владимир Колев - Станислав Вълчанов, главен секретар на ГДБОП. (сезон 3)
- Красимир Куцупаров - Инспектор Трифонов, колега и дясна ръка на Попов той е инспектор на СДВР и ГДБОП. (сезон 3)
- Стоян Радев Ге. К. - Евгени Дачев, наркодилър. Пребит от Мартин по поръчката на Джаро. (сезон 1)
- Слави Сапунов - Милен, бивше гадже на Зорница, наркоман. (сезон 1)
- Любомир Попов - Симеон Делев, химик, работи за Джаро. Самоубива се в ареста. (сезон 1)
- Велизар Бинев - Прокурор Масон, приятел на Джаро. Той го предупреждава да бяга от България в края на сезон 3. (сезони 2 – 3)
- Александра Шиндова - Оля, съпруга на Миронов по време на живота му в Русия. Убита в Русия по поръчката на Джаро, чиято цел е да убие самият Миронов. (сезон 2)
- Велизар Пеев - Зарко - Шофьор на Джаро. Убит от полицията по време на акция. (сезон 4)

### Гост звезди
- Леарт Докле – Кевин Андерсън, престъпник, работещ за Рикардо Мендез, представител на испанската мафия, който купува фалшиви пари от Джаро. Арестуван от Попов. (сезон 2)
- Люси Иларионов – музикален продуцент, пребит и заплашван от Косъма, Близнаците и Куката, за да продуцира Адриана и нейната група „Воден пистолет“ (сезон 2).
- Станислав Недков – Стъки – кикбоксьор; участва в нелегални боеве (сезон 1).
- Калин Вельов. Бивш кадър в групировката на Джаро. Дава на Иво информация относно бизнеса на Джаро с италианците (сезон 5).
- Алън Форд – себе си (сезон 4).
- 100 кила – себе си (сезон 4).
- Лора Караджова - себе си (сезон 4).

## Епизоди
| Сезон | Сезон | Време на излъчване | ТВ Сезон  | Епизоди | Премиера           | Финал               | Времетраене     |
| ----- | ----- | ------------------ | --------- | ------- | ------------------ | ------------------- | --------------- |
|       | 1     | Неделя, 20:45      | 2011      | 12      | 17 април 2011 г.   | 3 юли 2011 г.       | около 50 минути |
|       | 2     | Неделя, 20:45      | 2011–2012 | 12      | 20 ноември 2011 г. | 5 февруари 2012 г.  | около 50 минути |
|       | 3     | Неделя, 20:45      | 2012–2013 | 12      | 25 ноември 2012 г. | 17 февруари 2013 г. | около 50 минути |
|       | 4     | Неделя, 20:45      | 2014      | 12      | 19 януари 2014 г.  | 6 април 2014 г.     | около 50 минути |
|       | 5     | Неделя, 20:45      | 2016      | 12      | 20 март 2016 г.    | 4 юни 2016 г.       | около 50 минути |
|       | 6     | Неделя, 20:45      | 2025-2026 | 12      | 2025-2026          |                     | около 50 минути |

## Излъчване

### В България
Сериалът започва излъчване на 17 април 2011 г. по БНТ 1, всяка неделя от 20:45. Първият сезон завършва на 3 юли. На 20 ноември 2011 г. започва вторият сезон, излъчван в същия часови пояс на телевизията, и приключва на 5 февруари 2012 г. Третият сезон на сериала се излъчва от 25 ноември 2012 г., отново всяка неделя от 20:45 ч. по БНТ 1 и приключва на 17 февруари 2013 г. Повторенията се излъчват в петък от 23:30 по БНТ 1, както и по „Фокс Крайм“ в събота от 22:20 и във вторник от 22:00.
Четвъртият сезон започва на 19 януари 2014 г., всяка неделя от 20:45. На 29 юни 2015 г. започва повторение на сериала по БНТ1, от понеделник до четвъртък от 23:00 часа. Петият последен сезон започва на 20 март 2016 г., всяка неделя от 20:45. Последният епизод е излъчен на 4 юни, събота, като той е предаван едновременно по БНТ 1, в зала 1 на Националния дворец на културата и на голям екран пред сградата.
През 2019 г. сериалът е излъчен и по канал Vivacom Arena.
На 9 декември 2019 г. започва поредното излъчване на сериала по Нова ТВ всеки делник от 21:00 ч., като са излъчени първите три сезона. На 4 януари 2021 г. започва повторно излъчване на трети сезон отново, като са показани и последните два сезона. Часът и денят на излъчване се запазват. На 2 февруари 2022 г. започва повторно излъчване на първи сезон всеки делник от 22:00 ч. На 23 май 2022 г. започва повторно излъчване на втори сезон.
На 7 август 2023 г. започва повторенията на сезон 1, 2, 3 и приключва на 10 октомври 2023 г.
От понеделник до четвъртък от 23:25 ч.по БНТ 1. На 23 ноември 2023 г. започват повторенията на четвърти сезон и приключва на 12 декември 2023 г.
От понеделник до четвъртък от 23:25 ч. по БНТ 1. На 13 декември 2023 г. започват повторенията на пети сезон и приключва на 10 януари 2024 г. 
На 6 февруари 2024 г. БНТ обявява, че възобновява сериала за шести сезон, който ще се излъчи през 2025 г. Продуцент ще бъде Global Films.
На 16 февруари 2024 г. bTV обявява, че ще излъчи повторно епизодите на сериала след 24 февруари 2024 г., всяка събота и неделя от 22 ч.От 7 май се излъчва всеки делник от 23:30.
През 2025 г. Изпълнителния директор на БНТ Емил Кошлуков съобщава че започва снимките на шестия сезон, а премиерата за планиране е през 2026 г.

### В други страни
При сделката с „Фокс Крайм“ за продажба на сериала се обмисля и продажбата в Румъния, Словения, Босна и Херцеговина, Северна Македония, Хърватия, Черна Гора, Албания и Русия. През 2011 г. New Films International купуват правата за излъчване на сериала в САЩ.
След като в началото на октомври 2011 г. БНТ продава правата за разпространение на първи сезон на световния филмов дистрибутор „Ню Филмс Интернешънъл“, от телевизията обявяват, че са сключени сделки за излъчването на сериала в Китай, Виетнам, цяла Латинска Америка, Германия, Франция, Великобритания, Полша, Турция.
Северноамериканският дистрибутор има желание да превърне „Под прикритие“ в първия 3D сериал в света.

## Саундтрак и музика в сериала
- Повечето песни, използвани в сериала, са от различни компании за филмова музика.

| №   | Име                   | Изпълнител (и)                  | Време |
| --- | --------------------- | ------------------------------- | ----- |
| 1.  | Get Ready             | KPM                             | 3:56  |
| 2.  | Soul Breeze           | KPM                             | 3:19  |
| 3.  | Into the Black Hole   | KPM                             | 1:04  |
| 4.  | Bass Racer            | KPM                             | 2:05  |
| 5.  | Urgent Action         | KPM                             | 2:28  |
| 6.  | Extreme Evil          | KPM                             | 1:10  |
| 7.  | Reckless              | KPM                             | 1:08  |
| 8.  | Honeys in the Place   | KPM                             | 2:46  |
| 9.  | One and Only          | KPM                             | 2:19  |
| 10. | Jazz                  | Candlelight                     | 2:56  |
| 11. | Nothing To Say        | KPM                             | 1:02  |
| 12. | Execution Music       | House                           | 3:21  |
| 13. | Hebrew Slaves Nabucco | KPM                             | 12:28 |
| 14. | Liar Liar             | Rachel Barror                   | 2:45  |
| 15. | Surfin                | KPM                             | 2:35  |
| 16. | We Are Here           | Scott Donaldson & Richard Nolan | 3:46  |

## Критични реакции
Сериалът е вдъхновен от северноамериканския филм на Мартин Скорсезе „От другата страна“ („The Departed“), самият той вдъхновен от хонконгския „Дяволски дела“ („Infernal Affairs“). Още в първия си сезон филмът печели две награди „Златен чадър“ – за най-добър сериал, както и за най-добро операторско майсторство. Същевременно някои критици упрекват Митовски, че твърде неотлъчно се придържа към сюжетната канава на „От другата страна“, а нея считат за неподходящо вдъхновение при пресъздаване на българската действителност.

## Любопитни факти и грешки
- Ерол праща на Мартин файл с доказателство, файлът е *.jpg. Формат, който е картинка, но в същото време от телефона на Мартин се излъчва видеоклип.
- В сезон 4 Бирхан кара черно Ауди. Любопитното е, че в една сцена колата е модел А6, в друга А4, но регистрационният номер е един и същ.
- Култовата реплика на Големия близнак „Защо си лош, бе?“ от сезон 3, по време на боя в затвора, всъщност не е по сценарий и е чиста импровизация на Кирил Ефремов.
- Сцената от сезон 2, в която камион ЗИЛ 157 удря колата на Иво и трябва да го убие по поръчка на Джаро, за малко да коства тежка травма на Захари Бахаров. Спирачките на камиона отказали и той наистина ударил колата със Захари вътре.
- Мариан Вълев (Куката) първоначално се е явил на кастинг за ролята на Джаро.
- Владимир Вишански (Крум) всъщност е собственик на клуб Planet, в който се снимат всички 5 сезона.
- В сезон 1, Мартин дава личната си карта за проверка на спрели го КАТ-аджии. Любопитното е, че това е истинската лична карта на актьора Ивайло Захариев.
- Обирите на трезора от сезон 1 и на инкасо автомобила от сезон 2 са изпълнени почти 1:1 в реалния живот няколко години по-късно.
- В края на сезон 1, когато Джаро опитва да убие Попов в депото, наистина е подпален излязъл от употреба трамвай.
- Според информацията в сериала, Попов обучава Мартин от 1994 година. В края на сезон 3 (сниман през 2012) казва, че е започнал обучението му преди 18 години.
- Самият Попов е полицай от 1986.
- В сцена от друг сериал на БНТ-Четвърта власт, е показан вестник, на който пише: „Свързаха Джаро с кипърска офшорна фирма“. Любопитното е, че там Михаил Билалов играе главен редактор на вестник „Четвърта власт“
- За снимките на преследването на буса, управляван от Ерол в сезон 5, е затворена част от автомагистрала Хемус. След падането на буса от моста, екипът на Под прикритие възстановява мантинелите и до ден днешен мантинелата там е различна.
- Един епизод на сериала струва около 350 000 лв.
- В сезон 3, Попов показва снимки на възможни каналджии, които Джаро би използвал да го изведат от България. На една от снимките е Димитър Митовски-продуцент на сериала.
- По първоначален сценарий Иво Андонов е трябвало да умре в планината още в края на сезон 3, прострелян от Джаро, но създателите на сериала решават да го оставят.
- Има снимани и впоследствие не излъчени сцени поради намеса на СЕМ.
- В сцената, когато се разбира какво се е случило на акцията през 1995, Попов пристига с Лада Нива с големи огледала. Любопитното е, че през 1995 Нива още не се е произвеждала с тези огледала.
- Къщата, от която Мартин и баща му крадат античен ритон по поръчката на Джаро в сезон 2, е използвана и за снимките на сериала Четвърта власт. В нея се провеждат тайните партита.
- Владимир Вишански разказва, че дълго време е бил обиждан и заплашван по улиците от фенове на сериала, след като неговият герой Крум убива Косъма.
- Снимката, на която виждаме как Джаро държи малката Ния, всъщност, е истинска снимка на Михаил Билалов и неговата дъщеря.
- Клипът на певицата Преслава към песента „Режим неприлична“ от 2013 година е сниман в същата стая, която е използвана за офис на Фарук в 4 сезон.
- В повечето от сцените, в които персонажите пият алкохол, алкохолът е истински.
- В 1 епизод Чолето и Близнаците пътуват за Боровец с Мерцедес Е класа, но когато Чолето усилва радиото, е показано табло на Ауди А8.
- В сезон 2 епизод 2 колата VW Caddy, с която Гелето отива в дискотеката е такси. Интересното е, че колата в епизод 5 е със същия регистрационен номер, но е работна кола на RayNet, с която Мартин и баща му правят план да откраднат ритона.